# Escudo de Checoslovaquia
La República de Checoslovaquia ha empleado diversas versiones de su escudo a lo largo de su historia.
Estas versiones han estado compuestas por los blasones tradicionales de los territorios que conformaron aquel país, destacando los blasones que simbolizan a Bohemia y a Eslovaquia: un campo de gules o rojo con un león de plata (blanco o gris), armado, lampasado y coronado de oro por Bohemia y, representando a Eslovaquia otro campo de gules, figura una cruz doble de plata sobre el pico central de un grupo de tres colinas de azur o azul.
En las versiones mediana y grande del escudo checoslovaco empleadas hasta la II Guerra Mundial también figuraron los blasones de las otras regiones que componían Checoslovaquia: Silesia (Alta y Baja Silesia), Moravia y la Rutenia Transcarpática que pasó a formar parte de la Unión Soviética al finalizar la guerra y actualmente está integrada en Ucrania.
Baja Silesia está simbolizada por un campo de oro con un águila de sable armada de gules, coronada de oro y cargada con un creciente de plata terminado en tres cruces del mismo metal (color, en terminología heráldica).
El blasón de Moravia consiste en un campo de azur en el que figura un águila ajedrezada o jaquelada de gules y plata, armada y coronada de oro. Durante la ocupación alemana este blasón formó parte del escudo grande del Protectorado junto al blasón de Bohemia.

## Primera República (1918-1938) y Segunda Postguerra (1945-1961)

Escudo pequeño de Checoslovaquia (1918-1939); Escudo de Checoslovaquia (1945-1961)
Escudo mediano de Checoslovaquia (1918-1939)
Escudo grande de Checoslovaquia (1918-1939 y 1945-1960)

## Ocupación alemana(1938-1945)

Escudo pequeño del Protectorado de Bohemia y Moravia.
Escudo grande del Protectorado.
Reichsgau Sudetenland.
Escudo del Estado Eslovaco.

## República Socialista de Checoslovaquia
Desde 1948, con la creación de la República Socialista de Checoslovaquia, este inicialmente retuvo el escudo de armas más pequeño de 1918 y no adoptó un emblema en forma de la llamada "heráldica socialista" tan popular en la mayoría de los otros países influenciados por la Unión Soviética. Sin embargo, en 1961, las armas se rediseñaron en forma de pavés, una forma de escudo que rara vez se usa en heráldica, originalmente destinado a pararse en el suelo y proteger a los soldados de infantería en lugar del escudo de caballero habitual. Este tipo de escudo se asoció con los husitas en la historia checa, cuya rebelión fue interpretada como un movimiento revolucionario protocomunista por la historiografía marxista sancionada por el estado . Sobre el león de Bohemia, la estrella roja del comunismo reemplazó la corona y las armas de Eslovaquia, todavía llevadas por el león, fue totalmente rehecho, quitando la cruz a favor del fuego de los partisanos y el trimount fue reemplazado por una silueta naturalista de la montaña Kriváň .

### Escudos de las repúblicas

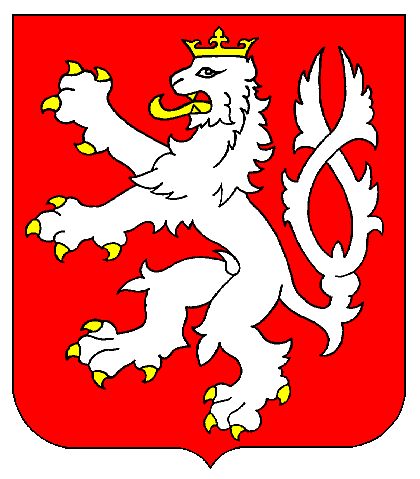
Escudo de la República Socialista de Chequia
Escudo de la República Socialista de Eslovaquia

## República Federativa Checa y Eslovaca

Escudo de Checoslovaquia (1990-1992)
Escudo de armas de la República Checa Federal (1990-1992)
Escudo de armas de la República Eslovaca Federal (1990-1992)